# Ic (Fluss)
Der Ic ist ein kleiner Küstenfluss in Frankreich, der im Département Côtes-d’Armor in der Region Bretagne verläuft. Er entspringt an der Gemeindegrenze von Plouvara und Plerneuf, entwässert anfangs in nördlicher Richtung, schwenkt dann auf Nordwest bis West und mündet nach rund 17 Kilometern im Ortsgebiet von Binic in das Hafenbecken des dortigen Yachthafens. Die Mündung erfolgt in die Bucht von Saint-Brieuc im Golf von Saint-Malo und somit in den Ärmelkanal.

## Orte am Fluss
- Binic, Ortsteil der Gemeinde Binic-Étables-sur-Mer

## Sehenswürdigkeiten
- Das Flüsschen durchquert den Zooparc de Trégomeur, in der gleichnamigen Gemeinde Trégomeur.